# EPrix Meksyku 2016
ePrix Meksyku 2016 (oryg. 2016 FIA Formula E Mexico City ePrix) – piąta runda Formuły E w sezonie 2015/2016. Zawody odbyły się 12 marca 2016 roku na ulicznym torze w Meksyku.

## Lista startowa
| Nr | Kierowca               | Zespół                          | Samochód             | Silnik                  | Opony |
| -- | ---------------------- | ------------------------------- | -------------------- | ----------------------- | ----- |
| 1  | Nelson Piquet Jr.      | NEXTEV TCR Formula E Team       | Spark-NEXTEV         | NEXTEV TCR FormulaE 001 | M     |
| 2  | Sam Bird               | DS Virgin Racing Formula E Team | Spark-Citroën        | Virgin DSV-01           | M     |
| 4  | Stéphane Sarrazin      | Venturi Formula E Team          | Spark-Venturi        | Venturi VM200-FE-01     | M     |
| 6  | Loïc Duval             | Dragon Racing                   | Spark-Venturi        | Venturi VM200-FE-01     | M     |
| 7  | Mike Conway            | Dragon Racing                   | Spark-Venturi        | Venturi VM200-FE-01     | M     |
| 8  | Nicolas Prost          | Renault e.Dams                  | Spark-Renault Sport  | Renault Z.E 15          | M     |
| 9  | Sébastien Buemi        | Renault e.Dams                  | Spark-Renault Sport  | Renault Z.E 15          | M     |
| 11 | Lucas Di Grassi        | ABT Schaeffler Audi Sport       | Spark-Abt Sportsline | ABT Schaeffler FE01     | M     |
| 12 | Jacques Villeneuve     | Venturi Formula E Team          | Spark-Venturi        | Venturi VM200-FE-01     | M     |
| 21 | Bruno Senna            | Mahindra Racing Formula E Team  | Spark-Mahindra       | Mahindra M2ELECTRO      | M     |
| 23 | Nick Heidfeld          | Mahindra Racing Formula E Team  | Spark-Mahindra       | Mahindra M2ELECTRO      | M     |
| 25 | Jean-Éric Vergne       | DS Virgin Racing Formula E Team | Spark-Citroën        | Virgin DSV-01           | M     |
| 27 | Robin Frijns           | Amlin Andretti Formula E        | Spark-McLaren        | SRT01-e                 | M     |
| 28 | Simona de Silvestro    | Amlin Andretti Formula E        | Spark-McLaren        | SRT01-e                 | M     |
| 55 | António Félix da Costa | Team Aguri                      | Spark-McLaren        | SRT01-e                 | M     |
| 66 | Daniel Abt             | ABT Schaeffler Audi Sport       | Spark-Abt Sportsline | ABT Schaeffler FE01     | M     |
| 77 | Salvador Durán         | Team Aguri                      | Spark-McLaren        | SRT01-e                 | M     |
| 88 | Oliver Turvey          | NEXTEV TCR Formula E Team       | Spark-NEXTEV         | NEXTEV TCR FormulaE 001 | M     |
| Nr | Kierowca               | Zespół                          | Samochód             | Silnik                  | Opony |

## Wyniki

### I Sesja treningowa
| Nr | Kierowca        | Konstruktor    | Czas     | Okr. |
| -- | --------------- | -------------- | -------- | ---- |
| 9  | Sébastien Buemi | Renault e.Dams | 1:03,995 | 29   |

### II Sesja treningowa
| Nr | Kierowca        | Konstruktor    | Czas     | Okr. |
| -- | --------------- | -------------- | -------- | ---- |
| 9  | Sébastien Buemi | Renault e.Dams | 1:03,341 | 21   |

### Kwalifikacje
Źródło: fiaformulae.com
| 1                 | 9  | Sébastien Buemi        | Renault e.Dams            | 1:03,667 |         |
| 2                 | 8  | Nicolas Prost          | Renault e.Dams            | 1:03,877 |         |
| 3                 | 11 | Lucas Di Grassi        | ABT Schaeffler Audi Sport | 1:03,990 |         |
| 4                 | 7  | Jérôme d’Ambrosio      | Dragon Racing             | 1:03,992 |         |
| 5                 | 66 | Daniel Abt             | ABT Schaeffler Audi Sport | 1:04,077 |         |
| 6                 | 25 | Jean-Éric Vergne       | DS Virgin Racing          | 1:04,268 | 6       |
| 7                 | 55 | António Félix da Costa | Team Aguri                | 1:04,371 | 7       |
| 8                 | 6  | Loïc Duval             | Dragon Racing             | 1:04,492 | 8       |
| 9                 | 23 | Nick Heidfeld          | Mahindra Racing           | 1:04,523 | 9       |
| 10                | 4  | Stéphane Sarrazin      | Venturi                   | 1:04,583 | 10      |
| 11                | 2  | Sam Bird               | DS Virgin Racing          | 1:04,594 | 11      |
| 12                | 28 | Simona de Silvestro    | Amlin Andretti            | 1:04,606 | 12      |
| 13                | 27 | Robin Frijns           | Amlin Andretti            | 1:04,959 | 13      |
| 14                | 12 | Mike Conway            | Venturi                   | 1:05,108 | 14      |
| 15                | 77 | Salvador Durán         | Team Aguri                | 1:05,452 | 15      |
| 16                | 88 | Oliver Turvey          | NEXTEV TCR                | 1:06,166 | 16      |
| 17                | 21 | Bruno Senna            | Mahindra Racing           | 1:07,724 | 17      |
| Niesklasyfikowani |    |                        |                           |          |         |
|                   | 1  | Nelson Piquet Jr.      | NEXTEV TCR                | -        | 18      |
| Poz.              | Nr | Kierowca               | Konstruktor               | Czas     | Poz. s. |

#### Super Pole
| Poz. | Nr | Kierowca          | Konstruktor               | Czas     | Poz. s. |
| ---- | -- | ----------------- | ------------------------- | -------- | ------- |
| 1    | 7  | Jérôme d’Ambrosio | Dragon Racing             | 1:03,705 | 1       |
| 2    | 8  | Nicolas Prost     | Renault e.Dams            | 1:04,013 | 2       |
| 3    | 11 | Lucas Di Grassi   | ABT Schaeffler Audi Sport | 1:04,023 | 3       |
| 4    | 66 | Daniel Abt        | ABT Schaeffler Audi Sport | 1:04,335 | 4       |
| 5    | 9  | Sébastien Buemi   | Renault e.Dams            | 1:05,183 | 5       |
| Poz. | Nr | Kierowca          | Konstruktor               | Czas     | Poz. s. |

### Wyścig
Źródło: Wyprzedź Mnie!
| P                 | + / –     | Nr | Kierowca               | Konstruktor               | Okr. | Czas / Strata | Komentarz |
| ----------------- | --------- | -- | ---------------------- | ------------------------- | ---- | ------------- | --------- |
| 1                 | Bez zmian | 7  | Jérôme d’Ambrosio      | Dragon Racing             | 43   | -             |           |
| 2                 | 3         | 9  | Sébastien Buemi        | Renault e.Dams            | 43   | +0:00,106     |           |
| 3                 | 1         | 8  | Nicolas Prost          | Renault e.Dams            | 43   | +0:25,537     |           |
| 4                 | 4         | 6  | Loïc Duval             | Dragon Racing             | 43   | +0:26,358     |           |
| 5                 | 8         | 27 | Robin Frijns           | Amlin Andretti            | 43   | +0:28,477     |           |
| 6                 | 5         | 2  | Sam Bird               | DS Virgin Racing          | 43   | +0:28,928     |           |
| 7                 | 3         | 66 | Daniel Abt             | ABT Schaeffler Audi Sport | 43   | +0:30,051     |           |
| 8                 | 1         | 23 | Nick Heidfeld          | Mahindra Racing           | 43   | +0:36,373     |           |
| 9                 | 1         | 4  | Stéphane Sarrazin      | Venturi                   | 43   | +0:37,291     |           |
| 10                | 7         | 21 | Bruno Senna            | Mahindra Racing           | 43   | +0:37,603     |           |
| 11                | 5         | 88 | Oliver Turvey          | NEXTEV TCR                | 43   | +0:38,598     |           |
| 12                | 2         | 12 | Mike Conway            | Venturi                   | 43   | +0:38,790     |           |
| 13                | 5         | 1  | Nelson Piquet Jr.      | NEXTEV TCR                | 43   | +0:42,351     |           |
| 14                | 2         | 28 | Simona de Silvestro    | Amlin Andretti            | 43   | +0:43,971     |           |
| 15                | Bez zmian | 77 | Salvador Durán         | Team Aguri                | 43   | +1:03,082     |           |
| 16                | 10        | 25 | Jean-Éric Vergne       | DS Virgin Racing          | 42   | +1 okr.       |           |
| Niesklasyfikowani |           |    |                        |                           |      |               |           |
|                   |           | 55 | António Félix da Costa | Team Aguri                | 32   | +11 okr.      |           |
| Zdyskwalifikowani |           |    |                        |                           |      |               |           |
|                   |           | 11 | Lucas Di Grassi        | ABT Schaeffler Audi Sport | 43   | -0:05,412     |           |
| P                 | + / –     | Nr | Kierowca               | Konstruktor               | Okr. | Czas / Strata | Komentarz |

### Najszybsze okrążenie
| Nr | Kierowca      | Konstruktor    | Czas     | Okr. |
| -- | ------------- | -------------- | -------- | ---- |
| 8  | Nicolas Prost | Renault e.Dams | 1:06,243 | 29   |

### Prowadzenie w wyścigu
Źródło: Racing–Reference.info
| Nr                              | Kierowca          | Okrążenia | Suma |
| ------------------------------- | ----------------- | --------- | ---- |
| 7                               | Jérôme d’Ambrosio | 1-22      | 22   |
| 88                              | Oliver Turvey     | 22-23     | 1    |
| 11                              | Lucas Di Grassi   | 23-43     | 20   |
| \| Wykres \| \| ------ \| \| \| |                   |           |      |
| Wykres                          |                   |           |      |
|                                 |                   |           |      |

## Klasyfikacja po zakończeniu wyścigu

### Kierowcy
| P  | +/− | Kierowca               | Starty | Punkty | P1 | P2 | P3 | PP | NO | NS |
| -- | --- | ---------------------- | ------ | ------ | -- | -- | -- | -- | -- | -- |
| 1  | 0   | Sébastien Buemi        | 5      | 98     | 2  | 2  | –  | 2  | 3  | –  |
| 2  | 0   | Lucas Di Grassi        | 5      | 76     | 1  | 2  | 1  | –  | –  | 1  |
| 3  | 0   | Sam Bird               | 5      | 60     | 1  | 1  | –  | 1  | –  | 1  |
| 4  | +1  | Jérôme d’Ambrosio      | 5      | 58     | 1  | –  | 1  | 2  | 1  | –  |
| 5  | −1  | Loïc Duval             | 5      | 44     | –  | –  | –  | –  | –  | –  |
| 6  | +3  | Nicolas Prost          | 5      | 38     | –  | –  | 1  | –  | 1  | 1  |
| 7  | +1  | Robin Frijns           | 5      | 31     | –  | –  | 1  | –  | –  | –  |
| 8  | −2  | Stéphane Sarrazin      | 5      | 30     | –  | –  | –  | –  | –  | –  |
| 9  | −2  | Nick Heidfeld          | 4      | 27     | –  | –  | 1  | –  | –  | –  |
| 10 | 0   | António Félix da Costa | 5      | 16     | –  | –  | –  | –  | –  | 3  |
| 11 | +2  | Daniel Abt             | 5      | 16     | –  | –  | –  | –  | –  | –  |
| 12 | −1  | Bruno Senna            | 5      | 12     | –  | –  | –  | –  | –  | 1  |
| 13 | −1  | Oliver Turvey          | 5      | 10     | –  | –  | –  | –  | –  | 1  |
| 14 | 0   | Jean-Éric Vergne       | 4      | 6      | –  | –  | –  | –  | –  | –  |
| 15 | 0   | Nelson Piquet Jr.      | 5      | 4      | –  | –  | –  | –  | –  | –  |
| 16 | 0   | Nathanaël Berthon      | 3      | 4      | –  | –  | –  | –  | –  | –  |
| 17 | +1  | Simona de Silvestro    | 5      | 0      | –  | –  | –  | –  | –  | 1  |
| 18 | −1  | Jacques Villeneuve     | 2      | 0      | –  | –  | –  | –  | –  | –  |
| 19 | 0   | Mike Conway            | 2      | 0      | –  | –  | –  | –  | –  | –  |
| 20 | 0   | Oliver Rowland         | 1      | 0      | –  | –  | –  | –  | –  | –  |
| 21 | N   | Salvador Durán         | 2      | 0      | –  | –  | –  | –  | –  | 1  |
| P  | +/− | Kierowca               | Starty | Punkty | P1 | P2 | P3 | PP | NO | NS |

### Zespoły
| P | +/− | Konstruktor               | Starty | Punkty | P1 | P2 | P3 | PP | NO | NS |
| - | --- | ------------------------- | ------ | ------ | -- | -- | -- | -- | -- | -- |
| 1 | 0   | Renault e.Dams            | 10     | 136    | 2  | 2  | 1  | 2  | 4  | 1  |
| 2 | +1  | Dragon Racing             | 10     | 102    | 1  | –  | 1  | 2  | 1  | –  |
| 3 | −1  | ABT Schaeffler Audi Sport | 10     | 92     | 1  | 2  | 1  | –  | –  | 1  |
| 4 | 0   | DS Virgin Racing          | 9      | 66     | 1  | 1  | –  | 1  | –  | 1  |
| 5 | 0   | Mahindra Racing           | 10     | 39     | –  | –  | 1  | –  | –  | 1  |
| 6 | +1  | Amlin Andretti            | 10     | 31     | –  | –  | 1  | –  | –  | 1  |
| 7 | −1  | Venturi                   | 9      | 30     | –  | –  | –  | –  | –  | –  |
| 8 | 0   | Team Aguri                | 10     | 20     | –  | –  | –  | –  | –  | 4  |
| 9 | 0   | NEXTEV TCR                | 10     | 14     | –  | –  | –  | –  | –  | 1  |
| P | +/− | Kierowca                  | Starty | Punkty | P1 | P2 | P3 | PP | NO | NS |